# Cyperns geografi
Cypern är en ö i Medelhavet och hör geologiskt ihop med Mindre Asien, vars sydliga berg fortsätter i öns parallella kedjor. Kyreniabergen följer kusten i norr. Innanför den smala kustslätten i söder utbreder sig Troodosbergen med högsta toppen, Olympus (1 952 m). Det centrala låglandet Messariaslätten, har Cyperns bördigaste jordar, delvis konstbevattnade. I bergen växer buskskog (macchia) och pinjer. Öns mäktiga skogar (tall, ek, ceder) skövlades redan under forntiden. Cypern har utpräglat medelhavsklimat med heta, torra somrar och milda, fuktiga vintrar; Troodosbergens toppar är dock snöklädda på vintern.
På ön finns staten Republiken Cypern som har de jure suveränitet över ön med undantag för de brittiska militära baserna i Akrotiri och Dhekelia. Republiken Cypern är i praktiken uppdelad i två huvuddelar; området under effektiv kontroll av Republiken Cypern, som omfattar cirka 59% av öns yta, och det turkiskt kontrollerade området i norr, som kallar sig Turkiska republiken Nordcypern och endast erkänns av Turkiet, som täcker cirka 36% av öns yta.